# نشان کوشش
نشان و مدال کوشش (Order of Effort) یکی از نشان‌های افتخار در ایران است که به افسران و کارمندان شهربانی کل کشور بواسطه خدمات و تلاش‌های آنان در راستای برقراری نظم و عدالت در جامعه اعطا می‌گردید.
این نشان در زمان رضاشاه و محمدرضا شاه پهلوی اعطا می‌گردید و همانند دیگر نشان‌های افتخار آن دوران، به دو دسته نشان و مدال تقسیم می‌شد. این نشان شامل سه درجه متفاوت بوده‌است.

## درجات

### درجات نشان

نشان درجه یک کوشش
نشان درجه دو کوشش
نشان درجه سه کوشش

### درجات مدال

مدال درجه یک کوشش
مدال درجه دو کوشش
مدال درجه سه کوشش